# Live at the Apollo 1995
Live at the Apollo 1995 è un album dal vivo del cantante statunitense James Brown, pubblicato nel 1995.

## Tracce
1. Intro
2. Cold Sweat (Part 1)
3. Gonna Have a Funky Good Time
4. It's a Man's World
5. Get Up Offa That Thing
6. Try Me
7. The Payback
8. Hot Pants (She Got to Use What She Got, to Get What She Wants)
9. Prisoner of Love
10. Papa's Got a Brand New Bag
11. Living in America
12. Make It Funky
13. Get on the Good Foot
14. Georgia on My Mind
15. Georgia-Lina
16. (I Got You) I Feel Good
17. Please Please Please
18. Get Up (I Feel like Being a) Sex Machine
19. Respect Me (New Bonus Track)